# Henri Dutilleux
Henri Dutilleux, född 22 januari 1916 i Angers, Maine-et-Loire, död 22 maj 2013 i Paris, var en fransk kompositör, en av de mest inflytelserika franska under andra hälften av 1900-talet. För sin musik har han bland annat tilldelats Grand Prix de Rome och Royal Philharmonic Society:s guldmedalj.
Musiken av Dutilleux sträcker sig alltifrån verk inspirerade av Debussy och Ravel till mer moderna toner likt kompositioner hos Bartók, Stravinskij och Lutosławski.